# عبد الرحيم شحاتة
عبد الرحيم شحاتة (1936 -) هو محافظ الفيوم، ثم محافظ الجيزة ثم محافظ القاهرة، ووزير للتنمية المحلية بمصر.

## حياته ونشأته
ولد الدكتور عبد الرحيم هاشم شحاته سنة 1936، في قرية ميت مرجا سلسيل مركز الجمالية محافظة الدقهلية، تخرج في كلية الزراعة جامعة القاهرة، عين معيداً سنة 1960، حصل شحاتة على درجة الماجستير في الوراثة الزراعية وتربية النباتات من جامعة منيسوتا بالولايات المتحدة سنة 1962، ثم درجة الدكتوراه في الوراثة الزراعية وتربية النباتات من الجامعة ذاتها.

## مناصب
وكانت أولى الوظائف التي شغلها باحث بوزارة الزراعة عام 1978 ثم عمل وكيلا لمركز البحوث الزراعية خلال الفترة من عام 1982 وحتى عام 1985 ثم مديرا لمركز البحوث الزراعية خلال الفترة من عام 1985 إلى عام 1987.
خلال الفترة من عام 1987 وحتى عام 1993 شغل الدكتور عبد الرحيم شحاتة منصب محافظ الفيوم ثم منصب محافظ الجيزة خلال الفترة من عام 1993 وحتى عام 2000 ثم منصب محافظ القاهرة منذ عام 9 يوليه 1997 - 15 يوليه 2004 ثم منصب وزير للتنمية المحلية.